# 邢广程
邢广程（1961年10月—），黑龙江省绥棱县泥尔河乡人，中国社会科学院中国边疆研究所研究员，中国社会科学院学部委员。1982年毕业于吉林大学历史系。1986年毕业于中国社会科学院研究生院苏联东欧系国际政治专业，获硕士学位。1991年毕业于中国社会科学院研究生院，获博士学位。